# دوري كرة القدم الأمريكية 1981
دوري كرة القدم الأمريكية 1981 هو موسم من دوري كرة القدم الأمريكية ‏. فاز فيه Carolina Lightnin' ‏.